# 박현선 (1985년)
박현선(1985년 11월 5일 ~ )은 대한민국의 유명 쇼핑몰 대표 사업가, 인플루언서이다.

## 학력
- 계원예술고등학교 무용과 (졸업)
- 세종대학교 무용학과 (학사)
- 세종대학교 대학원 무용학과 (석사)
- 세종대학교 대학원 무용학과 (박사과정 중퇴)

## 방송 작품

### 예능
- 2010년 패션N 스타일 배틀로얄 TOP CEO 2
- 2012년 Mnet 더 아찔한 소개팅 제로
- 2014년 온스타일 하우 투 핏

## 경력
- 2017년 4월 라비앙 코스메틱 런칭
- 2010년 11월 레 시크릿 로제
- 2005년 5월 ~ 핑크시크릿 대표
- 국민대학교 평생교육원 강사
- 장안대학교 강사